# Joana Monolagi
Joana Monolagi est une artiste fidjienne et créatrice de masi, active en Nouvelle-Zélande.
Elle fait partie du collectif artistique The Veiqia Project et son travail fait partie de la collection de l'Auckland Art Gallery.
Elle a reçu le Pacific Heritage Art Award en 2015 lors des Arts Pasifika Awards (en), reconnaissant son travail en faveur de l'art et de la culture, son rôle de coordinatrice fidjienne du festival Pasifika (en) et sa propre pratique artistique unique.

## Biographie

### Jeunesse et formation
Joana Monolagi est née à Ba, au nord de l'île de Viti Levu, dans l'archipel des Fidji. Elle s'installe en Nouvelle-Zélande vers 1978.

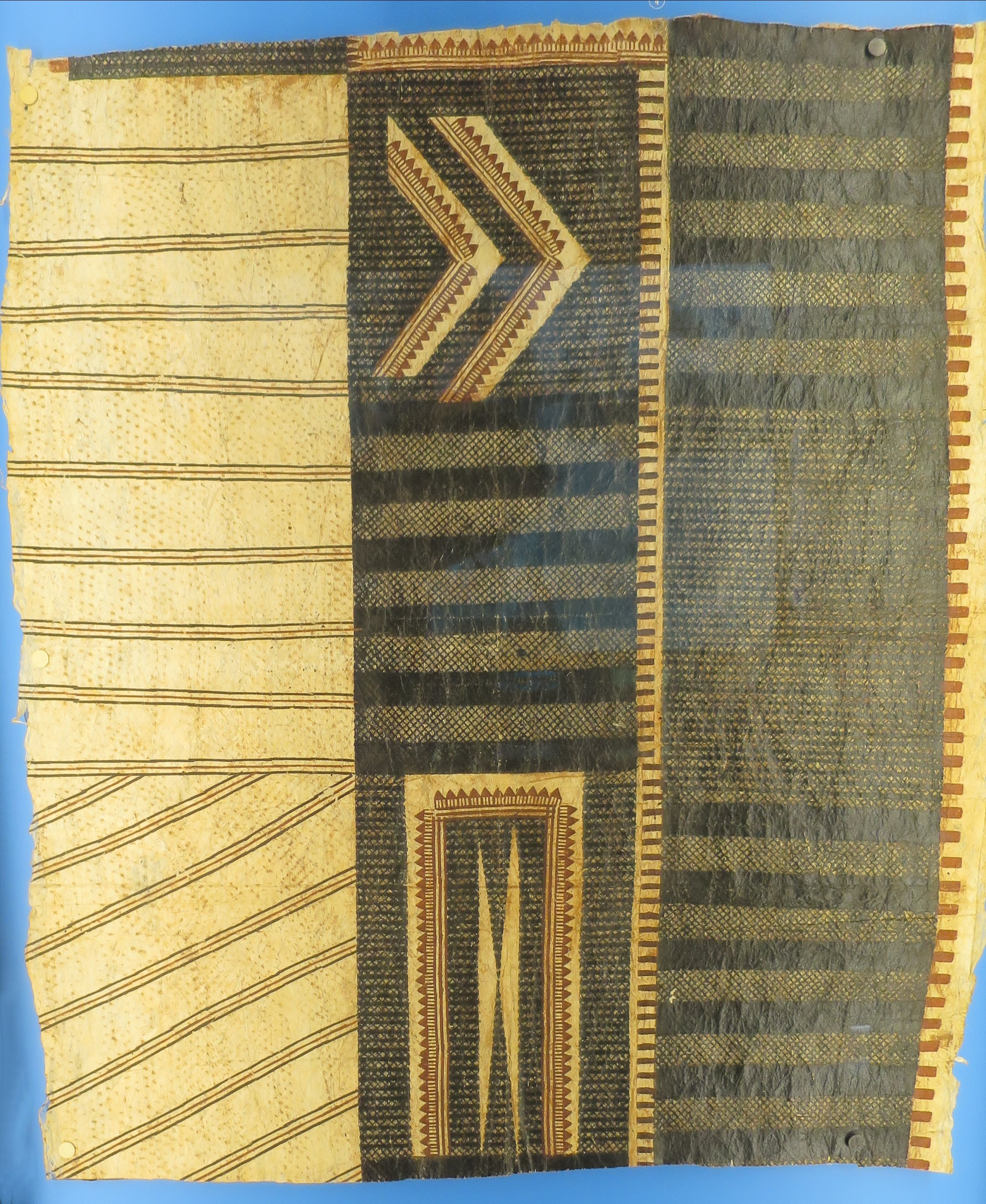
Exemple de masi fidjien conservé au musée Bishop (n'est pas l'œuvre de Joana Monolagi).

En 1990, elle commence à apprendre à tisser et à imprimer du masi, ou tapa (tissu d'écorce), apprenant de façon autodidacte d'après les souvenirs qu'elle a gardés de ses observations des femmes aux Fidji lorsqu'elle était plus jeune, :

« Cela m'a fasciné de regarder et de grandir avec toutes ces choses – le tissage, l'impression, le raccommodage et le nouage. »

### Premières œuvres textiles

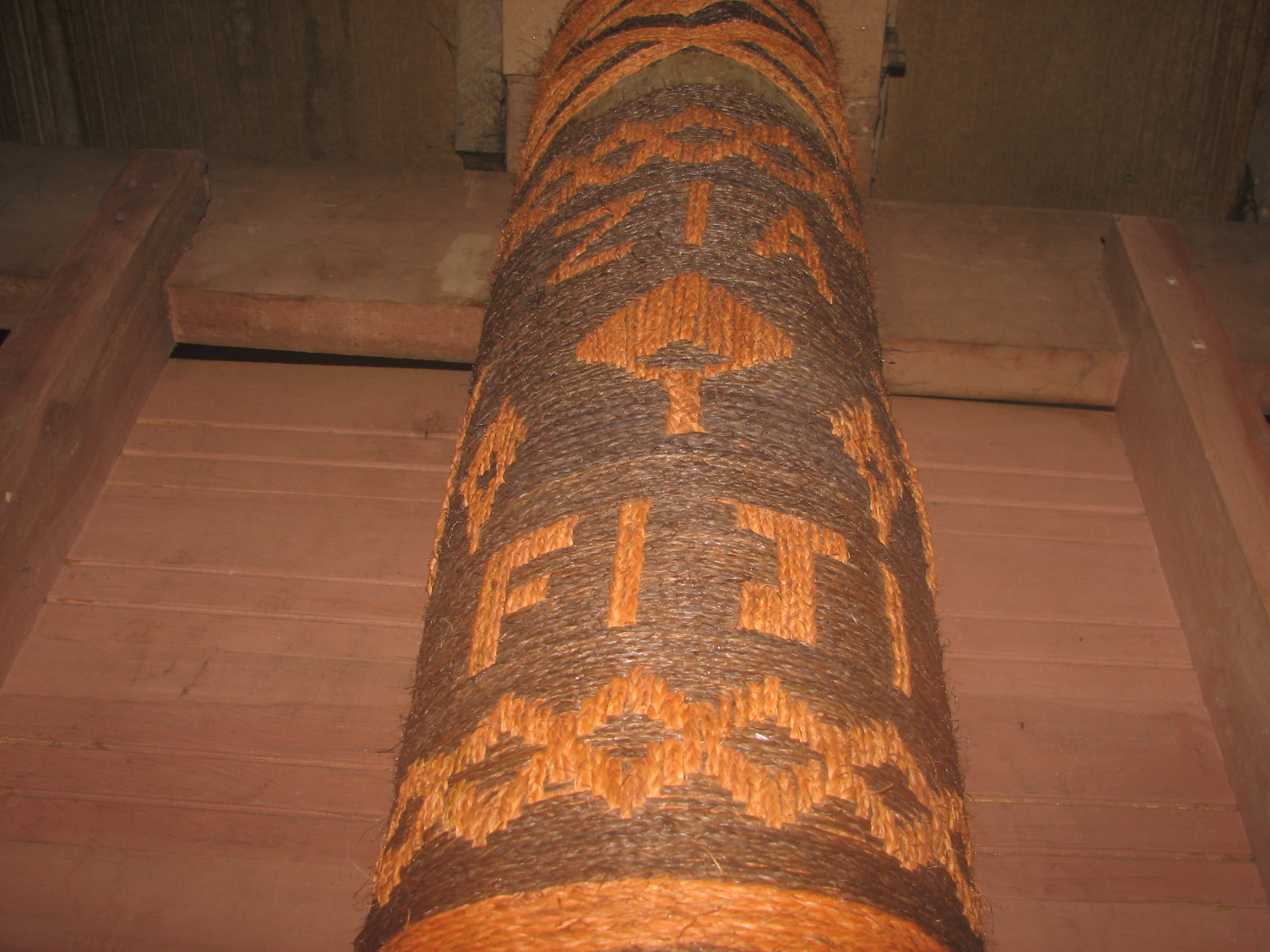
Exemple de magimagi fidjien (coll. priv. ; n'est pas l'œuvre de Joana Monolagi.

Dans sa pratique artistique, Monolagi combine des matériaux traditionnels, tels que le masi et le magimagi, aux côtés de matériaux modernes, tels que les tissus thermocollants (en),. Ses œuvres sont décrites à la fois comme de l'art contemporain et de l'art traditionnel — la tension entre ces définitions est discutée par Kolokesa Uafā Māhina-Tuai en référence au travail de Monolagi. Sa pratique comprend également la création de costumes traditionnels fidjiens et la narration. En 2012, son œuvre Pacific Circle a été acquise par l'Auckland Art Gallery,. Elle a également rédigé un chapitre sur les traditions de mariage fidjiennes dans le volume Crafting Aotearoa: A Cultural History of Making in New Zealand and the Wider Moana Oceania, édité par Kolokesa Māhina-Tuai, Karl Chitham et Damian Skinner.
Depuis 2001, elle est coordinatrice du village fidjien au Pasifika Festival (en) à Auckland. Cela comprend la planification et la gestion des exposants qui présentent la culture des Fidji, de l'artisanat et de la danse à la nourriture et aux boissons. Sa coordination s'efforce de garantir que les artistes fidjiens contemporains soient inclus, afin d'attirer un public plus jeune.
Monolagi enseigne les arts fidjiens depuis 2002, où elle a débuté dans un programme de vacances scolaires en enseignant le masi. En 2020, le programme hebdomadaire de Monolagi à la salle communautaire locale de Panmure, qui enseigne les arts et l'artisanat aux femmes fidjiennes, a été mis en ligne à cause du Covid-19.

### The Veiqia Project

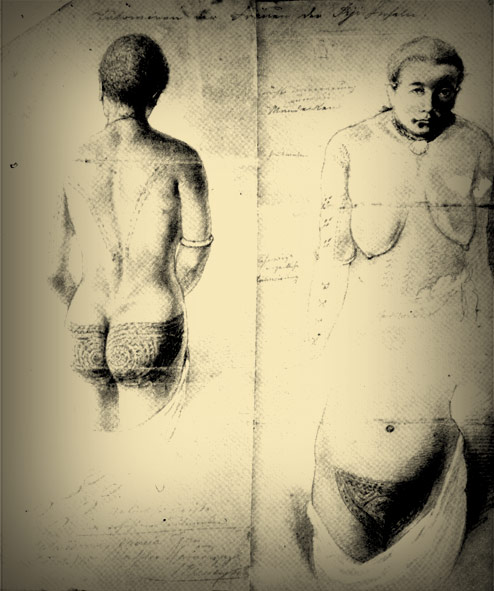
Exemple de veiqia (tatouage féminin aux Fidji). Dessin de Theodor Kleinschmidt d'un tatouage qui n'est pas l'œuvre de Joana Monolagi.

En 2015, elle rejoint un collectif d'artistes et de conservateurs fidjiens appelé The Veiqia Project, un collectif d'artistes et de chercheurs fidjiens basés à Aotearoa (le nom maori de Nouvelle-Zélande), à Hawaï et en Australie. Le collectif explore le veiqia (tatouage traditionnel féminin aux Fidji) à travers des ateliers et l'examen des collections de musées et réactive le rôle des femmes dans la société fidjienne. Parmi les autres membres du collectif figuraient : les commissaires Tarisi Vunidilo (en) et Ema Tavola ; les artistes Dulcie Stewart, Donita Hulme, Margaret Aull (en) et Luisa Tora. Les œuvres du groupe ont été exposées à la St Paul Street Art Gallery en 2016,.
Initialement envisagé comme un projet de neuf mois, le collectif a poursuivi ses investigations, qui incluent un voyage aux Fidji pour interviewer des femmes qui se souvenaient de la veiqia de leurs grands-mères, ainsi qu'une exposition multimédia en 2021 intitulée iLakolako ni weniqia : a Veiqia Project Exhibition. Le veiqia a été interdit sous la domination coloniale britannique et les derniers enregistrements de femmes qui en ont reçu datent des années 1920 et 1930. Tous les membres du collectif ont été marqués par les veiqias de l'artiste Julia Mage'au Gray, dont Monolagi, qui a réalisé des œuvres basées sur ses marquages pour l'exposition 2019 « Names Held in Our Mouths » à la Te Uru Waitākere Contemporary Gallery (en).
Le projet Veiqia, avec la participation de Monolagi, a ouvert une exposition multimédia, « iLakolako ni weniqia: a Veiqia Project Exhibition », à The Physics Room (en) de Christchurch en septembre 2021.

### The Ulumate Project
Joana Monolagi fait partie d'un projet de recherche intitulé The Ulumate Project: Sacredness of Human Hair avec Daren Kamali (en) et Ole Maiava. La recherche étudie la coutume iTaukei/Fidjienne des cérémonies de perruques en période de deuil. Monolagi a recréé une perruque à partir des cheveux de Kamali, et tous les trois ont présenté et parlé de leur projet en 2022,.

## Prix
En 2015, elle a reçu le Creative NZ Pacific Heritage Art Award.